# 蒂鲁斯
蒂鲁斯是巴西米纳斯吉拉斯州的一个市镇。总面积2093.16平方公里，总人口6871人（2015年），人口密度3.28人/平方公里。